# Super Bowl V
Super Bowl V spelades den 17 januari 1971 på Miami Orange Bowl i Miami. AFC-mästarna Baltimore Colts slog NFL-mästarna Dallas Cowboys med 16-13. Det var första gången Super Bowl avgjordes på konstgräs.
Super Bowl V har gått till historien som det Super Bowl med flest spelarmisstag, både vad gäller förlorade spel (turnovers) och utvisningar. Detta Super Bowl är enda gången då priset för mest värdefulla spelare (MVP) delades ut till en spelare i det förlorande laget; han vägrade dock att ta emot det. Colts Bubba Smith vägrade senare att bära Super Bowl-ringen till följd av det dåliga spelet.